# ولخرج

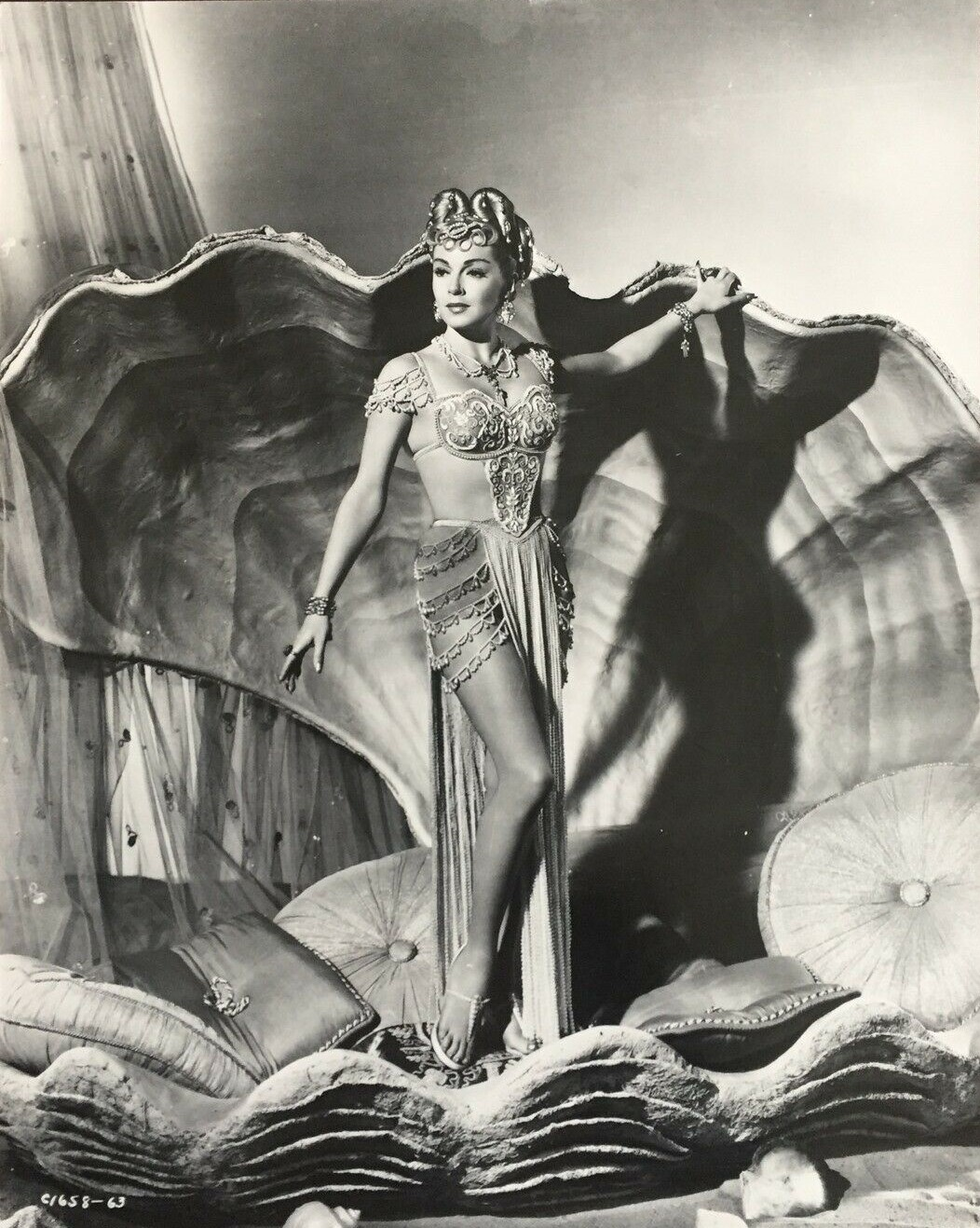
لانا ترنر در فیلم The Prodigal، 1955. عکس ثابت لانا ترنر، "مهر پشت عکس" توسط عکاس باب بیرمن

ولخرج (انگلیسی: The Prodigal) فیلمی آمریکایی در سبک به کارگردانی ریچارد تورپ است که در سال ۱۹۵۵ منتشر شد.

## بازیگران
- لانا ترنر
- ادموند پاردوم
- لوئیس کالهرن
- ژوزف وایزمن
- فرانسیس ال سالیوان
- آدری دالتن
- تائینا الگ
- نویل برند
- هنری دانیل
- سسیل کلاوای
- دورتی آدامز
- جیمز میچل
- پل کوانا
- استنلی فونگ